# Amber Koelewijn
Amber Koelewijn (Spakenburg, 2004) is een Nederlands model.
In december 2020 eindigde ze op de tweede plaats van de Miss Teen of Utrecht-verkiezing. In december 2021 stootte ze door naar de finale van Miss World Nederland 2022-2023, die ze vervolgens op 28 september 2022 won. Als Miss World Nederland mag Koelewijn daarom Nederland vertegenwoordigen op de Miss World 2023-verkiezing in Dubai.